# Escola Superior de Educação do Instituto Politécnico do Porto
A Escola Superior de Educação (ESE) é uma unidade orgânica do Instituto Politécnico do Porto localizada no Porto.
As cores identificativas da ESE na Academia do Porto são o rosa e o azul claro.

## Localização
Está localizada no Polo Universitário da Asprela junto ao Hospital de São João, juntamente com várias instituições como a FMUP, FEUP, FEP, ISEP, ESS, Universidade Portucalense, entre outras.
Nas proximidades da escola estão disponíveis vários meios de transporte, nomeadamente várias linhas dos autocarros da STCP e o Metro do Porto com a Linha D (Amarela).

## História
A Escola Superior de Educação foi instituída em 1980 tendo origem na Escola Normal do Porto e na Escola do Magistério Primário.
A Escola Normal do Porto abriu as suas escolas, feminina e masculina, no ano letivo de 1882-1883 no nº 31 da Rua das Flores, num palacete pertencente à família Pereira Leitão, tendo sido criada em 1882 e aí permanecendo até 1885. Nesse mesmo ano, a Escola Normal do Porto foi transferida para novo edifício, que foi construído de raiz, na Rua da Alegria, por conta da persistência do Comendador José Guilherme Pacheco, Presidente da Junta Geral do Distrito, e da própria ação política da Junta.
A partir de 1930 as Escolas Normais passaram a ser substituídas pelas Escolas do Magistério Primário, que tiveram impasses na fase inicial do Estado Novo, tendo sido reinstituídas a partir de 1942, adequando os seus planos de estudo aos desígnios politico-ideológicos do Regime.
Já após o 25 de abril de 1974 e em plena democracia, nasceu a Escola Superior de Educação do Porto projetada para integrar a rede de Ensino Politécnico que se definia através do decreto-lei 513-T/79, de 26 de dezembro, substituindo assim a Escola do Magistério Primário do Porto e entrando em pleno funcionamento no ano de 1985 já integrada no Instituto Politécnico do Porto juntamente com a Escola Superior de Saúde e a antiga Escola Superior de Música.
De 1998 até à atualidade a ESE reforçou a sua dimensão de instituição de Ensino Superior ligada à formação de professores (Educação de Infância, 1º e 2º ciclos do Ensino Básico, Música e Desporto). Contém num portfólio educativo abrangente, compreendendo licenciaturas, doutoramento em Educação (em associação com a universidade de Santiago de Compostela), mestrados profissionalizantes e de especialização, pós-graduações e ações de formação contínua. 
Atualmente abriu o P.Praça, juntamente com o ISCAP que é constituído por um espaço com novas áreas de restauração, que partilham o mesmo conceito, abertas 24 horas por dia.